# Aubrey Huff
Aubrey Lewis Huff (født 20. december 1976 i Marion, Ohio) er en professionel baseballspiller for Baltimore Orioles i Major League Baseball. Han debuterede som professionel d. 2. august 2000 for holdet Tampa Bay Devil Rays.
Huffs foreløbige bedste år var 2002 og 2003. I 2002 fik Huff en batting statistik på .313 (batting average, se baseballstatistikker), dermed den førende hos Devil Rays. Huff lavede 34 home runs – også en holdrekord – i 2003 sæsonen, samt 107 RBI og en .311 batting statistik, som også det år var førende i klubben. Huff har spillet fem forskellige positioner i løbet af sin karriere: 3. basemand, 1. basemand, left field, right field og designated hitter.
Den 12. juli 2006 indgik Huff i en byttehandel og skiftede dermed klub til Houston Astros. I hans debut for Astros d. 13. juli 2006, scorede Huff tre runs med et home run-slag.
Efter 2006-sæsonen udløb Huffs eksisterende kontrakt og han valgte at skrive en ny kontrakt med Baltimore Orioles. Den nye kontrakt løber over 3 år og vil indbringe Huff $20 mio.